# لیگ برتر جام آسیا
لیگ برتر جام آسیا مسابقاتی است که یک سال در میان در آسیا برگزار می‌شود. در این مسابقات ۴ تیم حضور دارند. پر افتخارترین تیم در این مسابقات چلسی با ۲ قهرمانی است.

## مسابقات
| دوره | سال  | قهرمان             | نایب قهرمان       | سوم           | چهارم               | ورزشگاه                                      | Ref(s)       |
| ---- | ---- | ------------------ | ----------------- | ------------- | ------------------- | -------------------------------------------- | ------------ |
| ۱    | ۲۰۰۳ | چلسی               | نیوکاسل           | بیرمنگام سیتی | مالزی               | ورزشگاه ملی بوکیت جلیل (کوالا لامپور, مالزی) | [ ۱ ] [ ۲ ]  |
| ۲    | ۲۰۰۵ | بولتون واندررز     | تایلند زیر ۲۳ سال | منچسترسیتی    | اورتون              | ورزشگاه راجامانگالا (بانگکوک, تایلند)        | [ ۳ ]        |
| ۳    | ۲۰۰۷ | پورتسموث           | لیورپول           | فولهام        | چین جنوبی           | ورزشگاه هنگ کنگ (هنگ کنگ)                    | [ ۴ ] [ ۵ ]  |
| ۴    | ۲۰۰۹ | تاتنهام            | هال سیتی          | وستهام        | بیجینگ گوان         | ورزشگاه کارگران پکن (پکن, چین)               | [ ۶ ] [ ۷ ]  |
| ۵    | ۲۰۱۱ | چلسی (۲)           | استون ویلا        | بلکبرن روورز  | باشگاه ورزشی کیتچی  | ورزشگاه هنگ کنگ (هنگ کنگ)                    | [ ۸ ]        |
| ۶    | ۲۰۱۳ | منچستر سیتی        | ساندرلند          | تاتنهام       | چین جنوبی (2)       | ورزشگاه هنگ کنگ (هنگ کنگ)                    | [ ۹ ] [ ۱۰ ] |
| ۷    | ۲۰۱۵ | آرسنال             | اورتون            | استوک سیتی    | سنگاپور سلکشن اکس‌آی | ورزشگاه ملی سنگاپور (سنگاپور)                | [ ۱۱ ]       |
| ۸    | ۲۰۱۷ | لیورپول            | لستر سیتی         | کریستال پالاس | وست برومویچ         | ورزشگاه هنگ کنگ (هنگ کنگ)                    | [ ۱۲ ]       |
| ۹    | ۲۰۱۹ | ولورهمپتون واندررز | منچسترسیتی        |               |                     |                                              |              |